# Leandro Ribela
Leandro de Carvalho Pinto Ribela (* 22. März 1980 in São Paulo) ist ein ehemaliger brasilianischer Biathlet und Skilangläufer.
Leandro Ribela lebt in São Paulo und startete für die EC Pinheiros. Er wird von Johan Hagstrom trainiert. Mit zwölf Jahren begann er mit dem Skilanglauf, 2005 begann er mit dem Biathlonsport. Er bestritt ein Jahr später in Obertilliach zum Auftakt des Biathlon-Europacups 2006/07 mit einem Sprintrennen, das er als 127. beendete, sein erstes internationales Rennen. Bestes Ergebnis in dieser Rennserie wurde ein 15. Platz in einem Verfolgungsrennen in Bansko, den er 2009 erreichte. Bei den Biathlon-Europameisterschaften 2007 in Bansko nahm Ribela an seinem ersten Großereignis im Biathlonsport teil. Es war zugleich die erste und bislang auch einzige Teilnahme eines Brasilianers bei einem solchen Ereignis überhaupt. Er erreichte die Plätze 66 im Sprint und 61 in der Verfolgung und wurde damit Vorletzter und Letzter der Rennen.
Erste internationale Einsätze lief Ribela im Skilanglauf seit 2007 und 2008 in FIS-Rennen. In Liberec nahm er an den Nordischen Skiweltmeisterschaften 2009 teil. Im Freistil-Sprint kam er auf Platz 117, das Verfolgungsrennen konnte er als überrundeter Athlet nicht beenden. Karrierehöhepunkt wurde die Teilnahme an den Olympischen Winterspielen 2010 von Vancouver, bei denen Ribela über 15 Kilometer Freistil zum Einsatz kam und dort den 90. Platz erreichte. Bei den nordischen Skiweltmeisterschaften 2011 in Oslo erreichte er den 110. Platz über 15 Kilometer klassisch und den 106. Rang im Sprint. Den 133. Platz über 15 Kilometer Freistil und den 105. Rang im Klassisch-Sprint holte sie bei den nordischen Skiweltmeisterschaften 2013 im Val di Fiemme. Im Februar 2014 lief er in Toblach sein erstes Weltcuprennen im Skilanglauf, welches er mit dem 78. Platz im Sprint beendete. Bei den Olympischen Winterspielen 2014 in Sotschi belegte er den 80. Platz im Sprint. Letztmals bei Weltmeisterschaften startete er bei den nordischen Skiweltmeisterschaften 2015 in Falun, wo er den 123. Platz im Sprint errang.